# Blaignan-Prignac
Blaignan-Prignac é uma comuna francesa na região administrativa da Nova Aquitânia, no departamento da Gironda. Estende-se por uma área de 14.18 km². Em 2010 a comuna tinha 470 habitantes (densidade: 33,1 hab./km²).
Foi criada em 1 de janeiro de 2019, a partir da fusão das antigas comunas de Blaignan (sede da comuna) e Prignac-en-Médoc.